# Supercoppa Primavera 2
A Supercoppa Primavera 2, oficialmente conhecida como Supercoppa Primavera 2 TIM (por questões de patrocínio), é um troféu das categorias de base do futebol italiano, organizado pela Lega B.
É um jogo único disputado todos os anos entre os líderes dos grupos A e B do Campionato Primavera 2, o vencedor da partida é declarado como o campeão do Campionato Primavera 2 da temporada.

## Regulamento
- Jogo único de 90 minutos;
- 30 minutos de prorrogação caso haja empate no tempo normal;
- Persistindo o empate, o vencedor será decidido nas penalidades máximas.[2]

## Finais
| Ano           | Estádio e localização                                             | Final               | Final                                    | Final               |
| Ano           | Estádio e localização                                             | Vencedor do Grupo A | Placar                                   | Vencedor do Grupo B |
| ------------- | ----------------------------------------------------------------- | ------------------- | ---------------------------------------- | ------------------- |
| 2018 Detalhes | Centro Técnico Federal de Coverciano, Florença 16 de maio de 2018 | Novara Calcio       | 0 – 1 Comunicado Relatório 1 Relatório 2 | Palermo             |

## Estatísticas
| Clube   | Participação | Campeão | Vice-campeão | Ano Campeão | Ano Vice-campeão |
| ------- | ------------ | ------- | ------------ | ----------- | ---------------- |
| Palermo | 1            | 1       | 1            | 2018        | -                |
| Novara  | 1            | 1       | 1            | -           | 2018             |